# 3286 Anatoliya
3286 Anatoliya este un asteroid din centura principală, descoperit pe 23 ianuarie 1980, de Liudmila Karacikina.